# En plats i solen (roman)
En plats i solen är en deckare av Liza Marklund från 2008. Det är den åttonde romanen om journalisten Annika Bengtzon. Boken handlar om ett gasmord på en barnfamilj i Marbella på Spanska solkusten. En plats i solen är en direkt fortsättning på Livstid.